# Prestosuchus
Prestosuchus (лат.) — род хищных архозавров триасового периода, представитель клады Loricata из группы псевдозухий.

## Строение
Крупный равизух, с высоким узким черепом. Предглазничное окно одно (заднее), средних размеров, расположено в глубоком вдавлении. Орбита в виде замочной скважины (глаз располагался в её верхней части, развито склеральное кольцо). Верхнее височное окно мелкое. Зубы максиллы разного размера, зазубренные, изогнутые, выделяются несколько крупных «клыков».
Скелет массивный, таз трёхлучевой. Лобковая кость короче седалищной. Вертлужная впадина закрытая. Пяточный сустав «нормально-крокодиловый». Пятая метатарзалия крючковидная, пятый палец стопы с одной фалангой. Конечности выпрямленные (парасагиттальное положение), животные четвероногие. Есть два ряда парамедианных остеодерм, соединённых передним отростком. В целом эта характеристика соответствует более примитивному строению, по сравнению с другими равизухами, следствием чего явилось выделение рядом исследователей семейства Prestosuchidae.

## История открытия
Первые остатки Prestosuchus были обнаружены Винсентом Престо в триасовых отложениях Чиниквы (формация Санта-Мария) в Бразилии в 1925 году. Это была нижняя челюсть, но там же находился целый скелет. В 1928 году Престо привёл экспедицию Ф. фон Хюне к этому месту. К тому времени эрозия разрушила череп, но скелет был добыт. Род был назван фон Хюне в 1942 году (иногда указывают дату 1938 год) в честь В. Престо.

## Систематика
Первоначально его систематическое положение было неясным и род сближали с этозаврами. Первые реконструкции скелета показывают низкий череп, что связано с недостаточной его сохранностью. Хюне описал сразу два вида: типовой P. chiniquensis и P. loricatus. Длина черепа типового вида около 60 см, общая длина — 4,8 метра. В 2000 году из среднего-позднего триаса Рио Гранде до Сул, на юге Бразилии был описан гигантский престозухид Karamuru vorax, с черепом 85 см длиной. К этому таксону отнесли, в частности, череп, ранее «принадлежавший» типовому виду Prestosuchus.
В 2020 году было предложено перенести в род Prestosuchus вид Stagonosuchus nyassicus из анизийского яруса Танзании.
Систематическое положение этого гигантского хищника не определено до сих пор.
Все виды происходят из среднего-верхнего триаса (анизий — нижний карний), для Бразилии этому времени соответствует так называемая «терапсидная ценозона», характеризующаяся преобладанием крупных дицинодонтов. Именно они (в частности, шталекерия и Dinodontosaurus) представляли собой основную добычу Prestosuchus.
В карнийский век Prestosuchus заменили ещё более крупные равизухии типа Saurosuchus и Fasolasuchus.